# سیارک ۱۲۵۲۲
سیارک ۱۲۵۲۲ (به انگلیسی: 12522 Rara، نامگذاری:1998HL99) دوازده هزار و پانصد و بیست و دومین سیارک کشف شده‌است که در ۲۱ آوریل ۱۹۹۸ کشف شد.
قدر مطلق سیارک برابر 14.8 است.